# Rocca de' Baldi

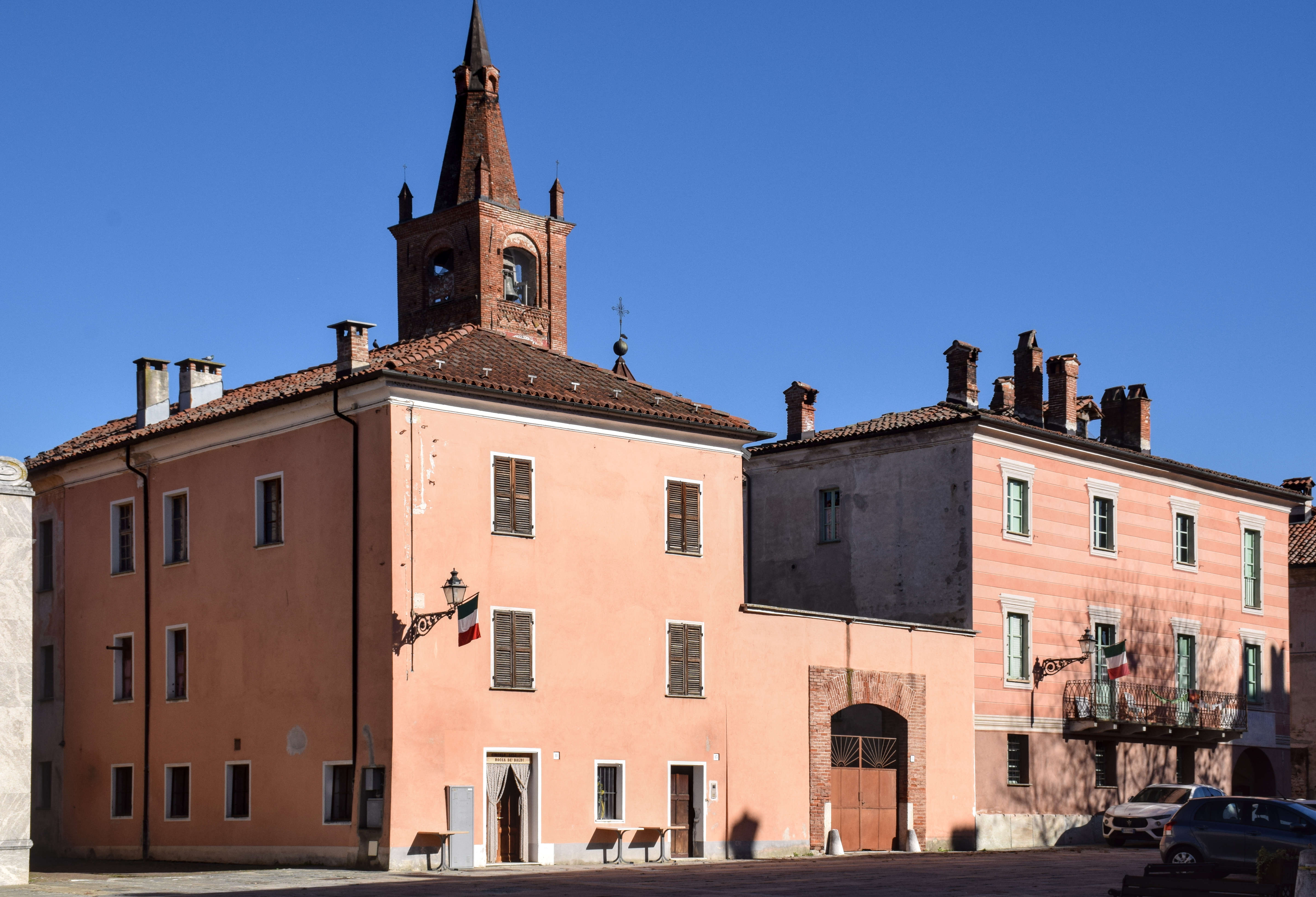
Rocca de' Baldi

Rocca de' Baldi (La Ròca dij Bàud in piemontese) è un comune italiano di 1 592 abitanti in provincia di Cuneo in Piemonte, distante circa 18 chilometri a est dal capoluogo.
Nasce come rocca fortificata, come testimonia la struttura della parte più antica, collocata su una rupe a strapiombo sul torrente Pesio. Conserva un importante castello, che ospita il Museo storico-etnografico Augusto Doro, e alcuni edifici di importanza storica e artistica, quali la chiesa di San Marco Evangelista, la chiesa della Crocetta, la confraternita di Sant'Antonio, la cappella di San Rocco.
Nel comune di Rocca de' Baldi, presso il fiume Pesio, è collocato l'accesso alla Riserva naturale Crava Morozzo.

## Geografia fisica
Il castello e l'originario capoluogo del comune sono posti in destra idrografica del torrente Pesio, mentre la frazione Crava, sede del Municipio dal 1865, è posta in sinistra idrografica del torrente, sull'asse viario Carrù-Cuneo.
Rocca de' Baldi dista 2,7 km da Morozzo, 5,8 km da Magliano Alpi, 6,7 km da Mondovì, 6,9 km da Pianfei, 9,1 km da Sant'Albano Stura 11,7 km da Carrù, 13,6 km da Fossano.

## Origini del nome

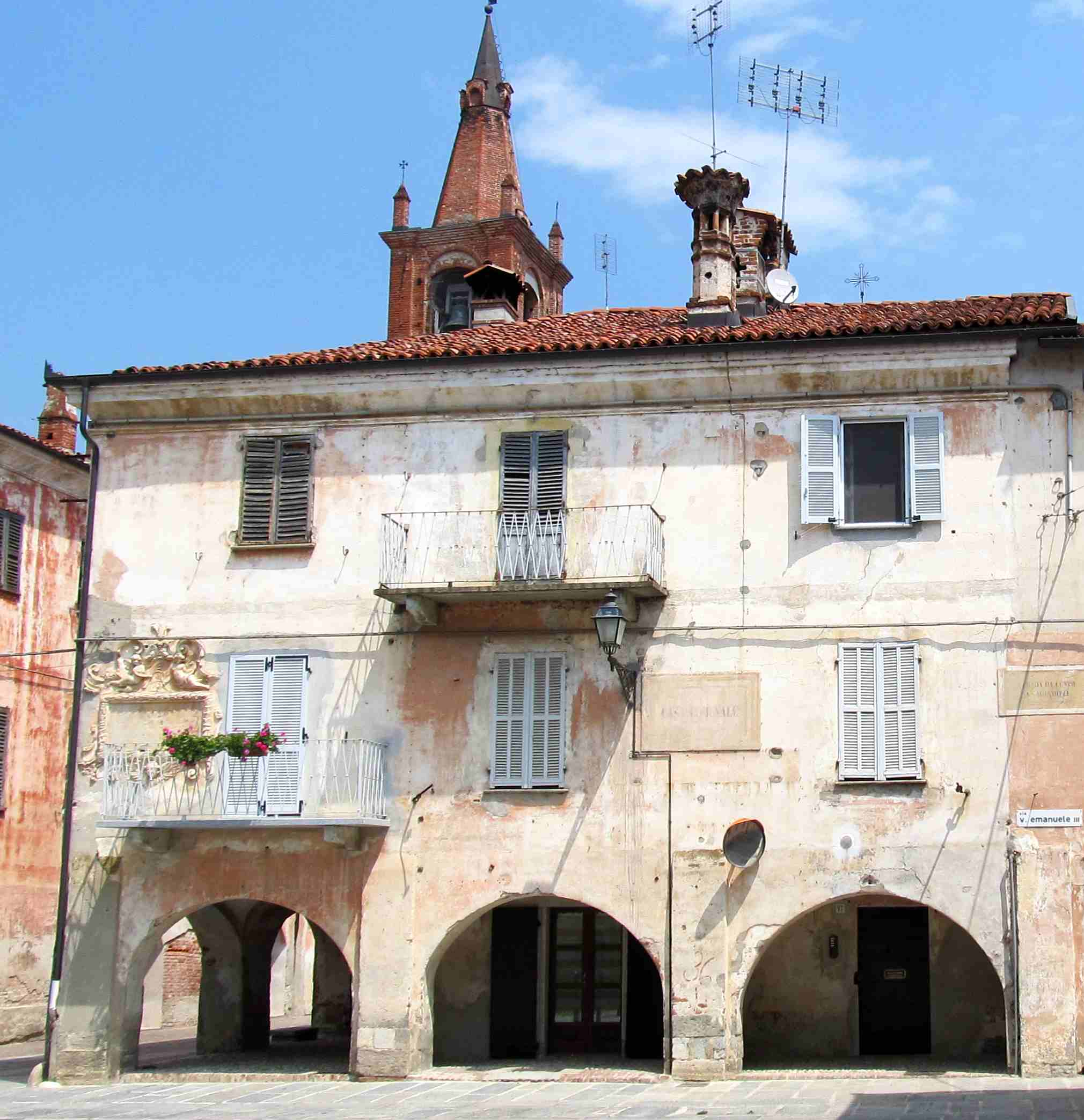
L'ex municipio

Il nome Rocca de' Baldi è da mettersi in relazione con la posizione del borgo originario, posto su una rupe (rocca) a strapiombo sul torrente Pesio.
Secondo l'ipotesi più accreditata, il nome completo deriverebbe da quello di Ubaldo o Robaldo della casata dei Morozzo che avrebbe fatto costruire la torre che costituisce il nucleo visibile del castello. Il luogo venne perciò denominato Rupe Ubaldi, nome che nei documenti dei secoli successivi subì varianti tra le quali Rocha Ubaldi, Rocham Baudorum, Rocha de' Baudis e Roche Baudorum, stabilizzandosi infine su Rocca de' Baldi.

## Storia
Fin dalla metà dell'XI secolo si ha traccia di insediamenti, ma Rocca de' Baldi compare per la prima volta in un documento ufficiale nel 1240, quando in una lite si fa riferimento agli uomini di Rochebaudi.
Non è possibile ricostruire le vicende dei primi secoli di vita dell'insediamento, a causa dell'esiguo numero di documenti disponibili, dai quali si deducono solo i rapporti con il vicino borgo di Morozzo e con Mondovì. Le notizie si fanno più numerose a partire dal XV secolo durante il quale si consolidò la posizione del borgo rispetto ai confinanti. Il 18 marzo 1448 vennero confermati gli statuti da parte del duca Ludovico di Savoia. Nel corso del XV secolo si costruirono strade e si fecero opere di bonifica e di canalizzazione delle acque con la costruzione di bealere per meglio sfruttare le terre a fini agricoli.
Nei secoli successivi il comune subì la sorte del territorio, dominato via via da signori diversi, fino a quando venne concesso al conte Filippo Morozzo. Alla fine del XVII secolo il borgo venne coinvolto nella guerra del sale, alla fine della quale, venne costituito in comune autonomo, così come accadde a tutti gli appartenenti alla confederazione monregalese.
Nel 1865 la sede municipale del Comune Rocca de' Baldi, venne trasferita nella frazione Crava, secondo quanto stabilito con RD del 10 dicembre 1865.

### Simboli
Lo stemma è stato riconosciuto con DPCM del 5 luglio 1954.
Il gonfalone, concesso con DPR del 4 dicembre 1954, è un drappo partito di argento e di rosso.

## Monumenti e luoghi d'interesse

### Architetture civili

#### Castello

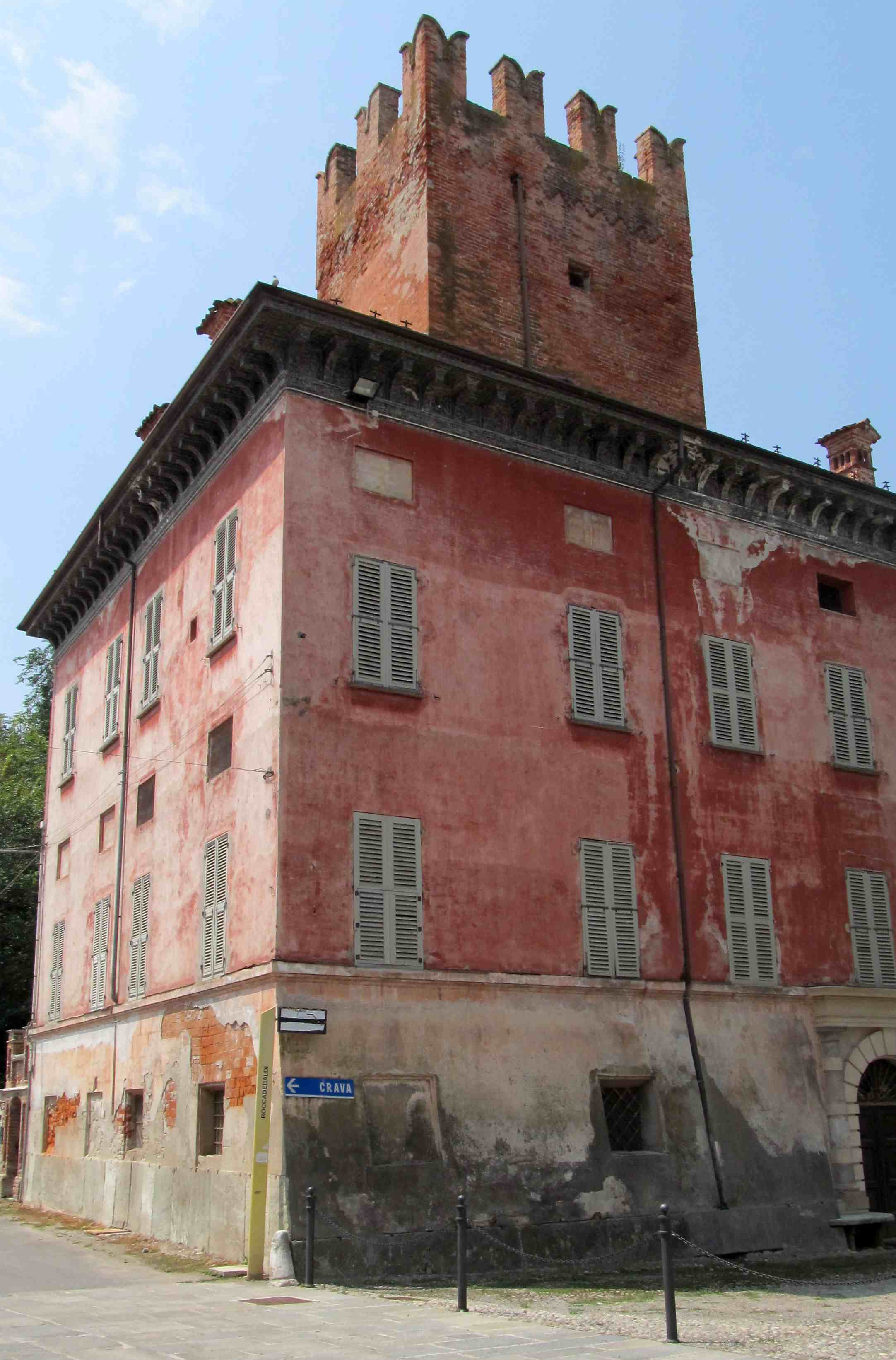
Il castello

Il nucleo originario del castello risale al XIII secolo e di quell'epoca è ancora visibile la torre a merlatura ghibellina, che faceva parte della cinta muraria del borgo. L'ingresso al borgo era costituito probabilmente da un primo accesso presso l'incrocio ove si trova la Cappella della Crocetta e da una porta oltre il fossato difensivo che è quella che ancora si intuisce a fianco del castello.
Più volte saccheggiato nel XVI secolo nel 1643 passò dalla famiglia Savoia Acaja ai marchesi Morozzo, che negli anni successivi lo ampliarono sia verso la strada, sia nei locali interni. L'intervento più importante fu quello del 1710 a opera dell'architetto Francesco Gallo, a cui si deve la cosiddetta ala rosa. I marchesi Morozzo vissero nel castello fino al 1823 e successivamente subì diversi passaggi di proprietà.
Dal 1923 al 1973 nei locali del castello ebbe sede la Colonia Agricola Orfani di Guerra.
Il castello è di proprietà del Comune, ospita il Museo storico-etnografico Augusto Doro ed è inserito nel circuito dei Castelli Aperti del Basso Piemonte.
Nel parco del castello è stato impiantato a cura del Comizio Agrario di Mondovì un frutteto di varietà storiche locali di frutta del Monregalese, che precedentemente, dal 1997 al 2017, era collocato in frazione San Biagio di Mondovì.

### Architetture religiose

#### Chiesa di San Marco
La chiesa di San Marco venne consacrata il 22 marzo 1517, ma la costruzione originaria risale almeno al XV secolo. Nel 1725 l'edificio venne modificato su progetto dell'architetto Francesco Gallo, che la trasformò in stile barocco. Nel 1728 il marchese Morozzo incaricò l'artigiano in marmo Matteo Buzzi affinché realizzasse l'altare maggiore su disegno dello stesso architetto Gallo. A questo venne integrato all'inizio del XIX secolo l'altare maggiore del Convento di Nostra Donna di Mondovì. Questo altare barocco, costruito nel 1675, era stato donato dai Morozzo della Rocca al convento e venne chiesto in restituzione dal marchese Gaspare Filippo Morozzo dopo la soppressione del convento avvenuta nel 1802.

#### Abbazia di Santa Maria del Castello
La chiesa sorse verso la metà del XVII secolo per volontà dell'abate Francesco Ludovico Morozzo sul luogo dove era presente un pilone dedicato alla Vergine del Carmelo, pilone che ancora oggi si può vedere nella chiesa, incorporato nell'altare maggiore. L'atto di fondazione è datato 14 agosto 1658, ma la costruzione su progetto dell’architetto Giovenale Boetto di Fossano, del complesso abbaziale terminò solo nel 1668.
Nel corso del XIX secolo è divenuta residenza privata.

#### Cappella della Crocetta
Collocata appena fuori dall'abitato, all'incrocio tra la strada che si dirige a Crava e quella che va verso Pogliola (fraz. di Mondovì), la cappella risale al XV secolo ed è l'edificio più antico di Rocca de' Baldi. Rimasta abbandonata per molto tempo, è stata riscoperta nel secondo dopoguerra, ma restaurata e valorizzata solo a partire dal 1979, grazie all'intervento sugli affreschi e al ripristino della struttura originaria della facciata che era stata modificata nell'Ottocento. All'interno della cappella sono sopravvissuti i resti di un altare in muratura addossato alla parete. Sono visibili affreschi tardogotici sia all'interno, sia sulla parete esterna.

#### Cappella di San Rocco
Venne costruita nel XVI secolo sulla strada che da Rocca de' Baldi scende verso il torrente Pesio a Crava. L'occasione per la sua erezioni fu con ogni probabilità l'epidemia di peste che si diffuse in zona tra il 1520 e il 1530 e che vide il fiorire in tutto il monregalese di piloni votivi dedicati a san Rocco, tradizionalmente invocato contro le malattie contagiose. Quale che sia l'anno di fondazione, risulta citata nella visita apostolica di monsignor Scarampi nel 1582.
La cappella venne restaurata all'inizio degli anni Novanta del XX secolo.

#### Confraternita di Sant'Antonio
Collocata della via centrale del borgo antico, venne costruita nella seconda metà del XVIIII secolo. Da un porticato si accede all'interno che è strutturato a croce greca. La dedicazione a Sant'Antonio è ribadita dal paliotto marmoreo dell’altare.

### Aree naturali

#### Riserva naturale di Crava Morozzo
La riserva, chiamata localmente Oasi di Crava Morozzo, è un'area naturale istituita nel 1987. Copre circa 300 ettari di superficie con oltre 135 specie di uccelli censite.

## Società

### Evoluzione demografica
Abitanti censiti

### Etnie e minoranze straniere
Secondo i dati Istat al 31 dicembre 2017, i cittadini stranieri residenti a Rocca de' Baldi sono 111, così suddivisi per nazionalità, elencando per le presenze più significative:
1. Romania, 36
2. India, 27

## Infrastrutture e trasporti
Il territorio comunale è attraversato dalla ferrovia Torino-Fossano-Savona, che in tale tratta andò a sostituire la precedente tranvia Fossano-Mondovì-Villanova, attivata nel 1884 e soppressa nel 1839, la quale aveva qui una fermata lungo la direttrice poi divenuta Strada statale 28 del Colle di Nava.
A pochi km dal paese c'è la stazione di Roccadebaldi della Ferrovia Cuneo-Mondovì, il cui traffico risulta sospeso dal 2012.

## Amministrazione
| Periodo | Periodo   | Primo cittadino | Partito      | Carica  | Note |
| ------- | --------- | --------------- | ------------ | ------- | ---- |
| 1995    | 1999      | Franco Quaranta | Lista civica | Sindaco |      |
| 1999    | 2004      | Stefano Aimo    | Lista civica | Sindaco |      |
| 2004    | 2009      | Stefano Aimo    | Lista civica | Sindaco |      |
| 2009    | 2014      | Bruno Curti     | Lista civica | Sindaco |      |
| 2014    | 2019      | Bruno Curti     | Lista civica | Sindaco |      |
| 2019    | in carica | Bruno Curti     | Lista civica | Sindaco |      |